# هيدلي ودهاوس
هيدلي ودهاوس (بالإنجليزية: Hedley Woodhouse)‏ هو فارس أمريكي، ولد في 23 يناير 1920 في فانكوفر في كندا، وتوفي في 29 ديسمبر 1984.